# Liste des gares du London Overground
Ci-après la liste des gares du London Overground, réseau express régional à Londres en Angleterre. Voir aussi la liste alphabétique complète des stations du métro de Londres. 
Les stations et les gares du London Overground forment une boucle autour de Londres depuis le courant de l'année 2012.
| North London Line | West London Line | Watford DC Line | Gospel Oak - Barking Line | East London line |
| --- | --- | --- | --- | --- |
| - Gare de Richmond - Gare de Kew Gardens - Gare de Gunnersbury - Gare de South Acton - Gare de Acton Central - Gare de Willesden Junction - Gare de Kensal Rise - Gare de Brondesbury Park - Gare de Brondesbury - Gare de West Hampstead - Gare de Finchley Road & Frognal - Gare de Hampstead Heath - Gare de Gospel Oak - Gare de Kentish Town West - Gare de Camden Road - Gare de Caledonian Road & Barnsbury - Gare de Highbury & Islington - Gare de Canonbury - Gare de Dalston Kingsland - Gare de Hackney Central - Gare de Homerton - Gare de Hackney Wick - Gare de Stratford | - Gare de Willesden Junction - Gare de Shepherd's Bush - Kensington Olympia - Gare de West Brompton - Gare de Imperial Wharf (proposé) - Gare de Clapham Junction - Gare de Kentish Town West | - Gare d'Euston - Gare de South Hampstead - Gare de Kilburn High Road - Queen's Park (métro de Londres) - Kensal Green (métro de Londres) - Willesden Junction (métro de Londres) - Harlesden (métro de Londres) - Stonebridge Park (métro de Londres) - Wembley Central (métro de Londres) - North Wembley (métro de Londres) - South Kenton (métro de Londres) - Kenton (métro de Londres) - Harrow & Wealdstone (métro de Londres) - Gare de Headstone Lane - Gare de Hatch End - Gare de Carpenders Park - Gare de Bushey - Gare de Watford High Street - Gare de Watford Junction | - Gare de Gospel Oak - Gare de Upper Holloway - Gare de Crouch Hill - Gare de Harringay Green Lanes - Gare de South Tottenham - Gare de Blackhorse Road - Gare de Walthamstow Queen's Road - Gare de Leyton Midland Road - Gare de Leytonstone High Road - Gare de Wanstead Park - Gare de Woodgrange Park - Barking (métro de Londres) | - Gare de Highbury & Islington - Gare de Canonbury - Gare de Dalston Junction - Gare de Haggerston - Gare de Hoxton - Gare de Shoreditch High Street, qui remplace l'ancienne station de Shoreditch - Whitechapel (métro de Londres) - Gare de Shadwell - Gare de Wapping - Gare de Rotherhithe - Canada Water (métro de Londres) - Gare de Surrey Quays - Gare de New Cross Gate - Gare de New Cross - Gare de Brockley - Gare de Honor Oak Park - Gare de Forest Hill - Gare de Sydenham - Gare de Crystal Palace - Gare de Penge West - Gare de Anerley - Gare de Norwood Junction - Gare de West Croydon - Queens Road Peckham National Rail - Peckham Rye - Denmark Hill National Rail - Wandsworth Road - Clapham High Street - Clapham Junction |